# Фальмерово
Фальмерово (пол. Falmierowo, нім. Charlottenburg) — село в Польщі, у гміні Вижиськ Пільського повіту Великопольського воєводства.
Населення — 555 осіб (2011).
У 1975-1998 роках село належало до Пільського воєводства.

## Демографія
Демографічна структура станом на 31 березня 2011 року:
|          | Загалом | Допрацездатний вік | Працездатний вік | Постпрацездатний вік |
| -------- | ------- | ------------------ | ---------------- | -------------------- |
| Чоловіки | 232     | 65                 | 153              | 14                   |
| Жінки    | 323     | 58                 | 182              | 83                   |
| Разом    | 555     | 123                | 335              | 97                   |